# Luci Carpinat
Luci Carpinat (en llatí Lucius Carpinatus) era el promagistrat o secretari de la companyia de publicans que va explotar terres a Sicília durant el govern de Verres, de qui era molt amic. Ciceró l'anomena un segon Timarquides, el cap dels agents de Verres en els seus robatoris.